# Краньотти, Серджо
Серджо  Краньотти (итал. Sergio Cragnotti, [sɛrdʒo kraɲɲɔtti]; род. 9 января 1940 года, Рим, Италия)  — итальянский предприниматель и спортивный функционер.

## Биография
Один из самых известных и богатых бизнес-деятелей   Италии в последнее время, Краньотти лучше всего известен тем, что был владельцем и президентом футбольного клуба «Лацио» с 1992 по 2002 годы.  Тем не менее, наибольших успехов он  добился  в качестве главы пищевого конгломерата Cirio. Эта компания включает в себя все бренды пищевых товаров Cirio, а также те, что были приобретены у  Del Monte Foods International в конце 1990-х годов. В 1992 году Краньотти купил    «Лацио» у прежнего владельца Джанмарко Каллери.
Серджо не скупился на своё новое приобретение, что позволило римской команде, которая ещё совсем недавно играла в Серии B и была даже близка к вылету в Серию C, добиться высоких спортивных результатов.  При Краньотти она выиграла скудетто (второе в истории с 1974 года), два раза завоевывали Кубок и Суперкубок Италии, Кубок обладателей кубков (последний в истории турнира) и Суперкубок УЕФА.  Краньотти тратил огромные деньги на трансферы, в его бытность владельцем в команде играли дорогостоящие звёзды итальянского и мирового футбола — Джузеппе Синьори, Пол Гаскойн, Марсело Салас, Павел Недвед, Роберто Манчини, Кристиан Вьери, Хуан Себастьян Верон, Клаудио Лопес, Синиша Михайлович и многие другие. В 2000 году Эрнан Креспо перешёл в «Лацио» за рекордную сумму — 35,5 миллиона фунтов.  Мог оказаться в команде и Габриэль Омар Батистута (однако аргентинец предпочёл перебраться в стан заклятых врагов «Лацио» — «Рому») . В эпоху Краньотти путёвку в большой футбол получил один из самых почитаемых болельщиками игроков «Лацио» Алессандро Неста. Руководили командой успешные европейские тренеры — Дино Дзофф (в 1994—98 годах он также исполнял обязанности президента клуба), Зденек  Земан и близкий друг Краньотти Свен-Ёран Эрикссон, при котором «Лацио» и завоевал почти все трофеи в эпоху Краньотти.
Но уже спустя несколько сезонов клуб стал испытывать значительные финансовые затруднения. Финансовый крах, постигший  Cirio, лишь усугубил положение Краньотти и его футбольного проекта. Продажа ведущих игроков и смена тренеров не улучшили дело. Серджо Краньотти был вынужден расписаться в собственном поражении и уйти. Клуб перешёл под внешнее управление банковской группы Capitalia, а в 2004-м году его выкупил новый владелец Клаудио Лотито.
Через несколько лет бизнесмен был обвинён в умышленном банкротстве своей корпорации. В ноябре 2006 Краньотти выпустил свою автобиографию «Удар в сердце».
2 марта 2011 года прокурор потребовал признать Краньотти виновным в крахе корпорации Cirio и приговорить его к пятнадцати годам тюрьмы. В деле также фигурировали и другие обвиняемые из числа членов его семьи, включая жену Флору. В итоге суд ограничился девятью годами заключения. Пройдя все судебные инстанции страны, в 2016 году Серджо был полностью оправдан. Ранее этого же добился и его сын Андреа.